# Honda Civic
Honda Civic (рус. Хо́нда Сиви́к) — большое и разнообразное семейство легковых автомобилей, выпускаемых японской компанией Honda Motor с 1972 года.
Это самая популярная модель компании, к пятидесятилетнему юбилею, отмечавшемуся летом 2022 года, выпущено более 27,5 миллиона автомобилей. Civic неоднократно выбирался Автомобилем года в Японии и Северной Америке. Благодаря Civic компания Honda, известная как крупнейший производитель мотоциклов, стала признанным мировым производителем автомобилей.

## История

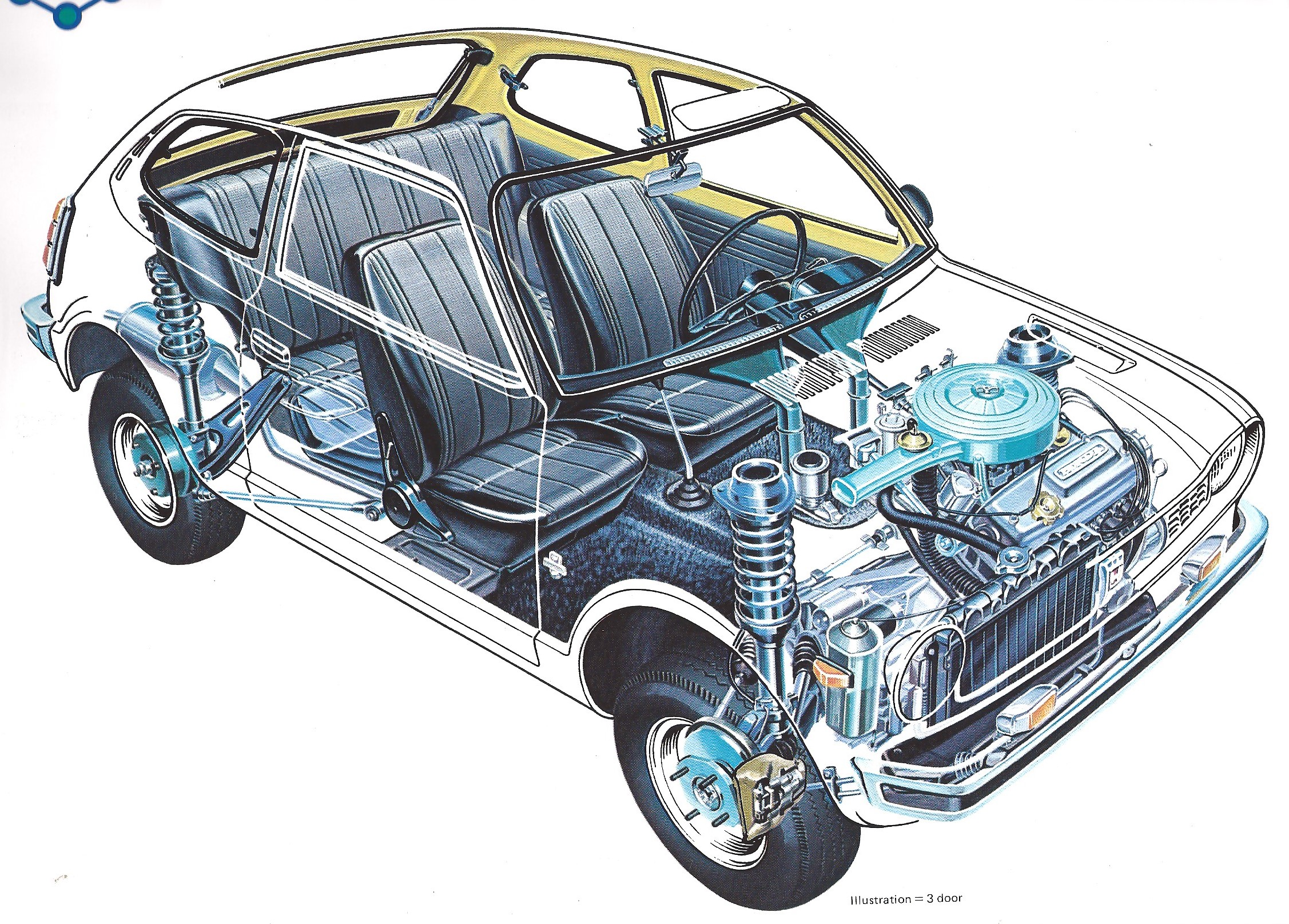
Honda Civic

К началу 1970-х упорным трудом японцы вывели свой автопром на второе после США место в мире. При этом ситуация на внутреннем рынке автомобилей была сложной: обилие моделей создавало очень высокую конкуренцию, к тому же, в Японии резко повысили подоходный налог, и жители страны стали более избирательно подходить к выбору покупок.
Компании Honda срочно требовался небольшой городской автомобиль, пригодный для продажи по всему миру. Проект по его созданию был запущен в исследовательском центре в Вако летом 1970 года. Две конкурирующие проектные команды по, примерно, десять человек каждая, занялись формированием требований к будущему автомобилю. К назначенному сроку они представили свои наработки и оказалось, что это были очень похожие предложения. Требовался автомобиль мирового класса, лёгкий, быстрый и компактный. Тогда же предложили название Civic — автомобиль для горожан (citizens) и города (city).
Общее руководство проектом было поручено Тадаши Куме (англ. Tadashi Kume), когда как непосредственно инженерами командовал Хироши Кизава (Hiroshi Kizawa). Было решено делать переднепроводный автомобиль с поперечно расположенным двигателем, двухобъёмной компоновки, с багажником совмещённым с салоном. Большие трудности вызывало достижение заданной в 600 килограммов массы. Используя, придуманный японскими авиастроителями во время создания истребителя Zero способ, автоконструкторы последовательно уменьшали толщину каждой детали на 0,1 миллиметр, пока та не ломалась. Так удалось создать автомобиль, весящий всего 680 килограммов, хотя и не достигнув планируемой величины.
Ответственный за разработку подвески Мамори Саката (Mamoru Sakata) предложил использовать полностью независимую схему. Так освобождалось больше пространства внутри. Кроме того, независимая подвеска давала преимущество в маневренности, стабильности движения, обеспечивала правильное распределению веса и в целом его снижение. Несмотря на сопротивление руководства, Саката всё-таки удалось «продавить» это решение.
В тот период времени японское правительство готовило закон, серьёзно ограничивающий «в правах» автомобили, занимавшие более пяти квадратных метров на стоянке. К тому же, Honda была крупнейшим производителем мотоциклов и большинство фирменных салонов, предназначенных для их продажи, были совсем маленькими. Разработчикам Civic пришлось всерьёз заняться уменьшением габаритов модели. Так автомобиль стал короче, но выше и приобрёл характерный вид трапеции, с малозаметным багажником сзади. Такие автомобили уже бегали по дорогам Европы и Америки, но для Японии были редкостью.
Первый Civic был представлен широкой публике 12 июля 1972 года.

## Первое поколение (1972)
Первый Civic

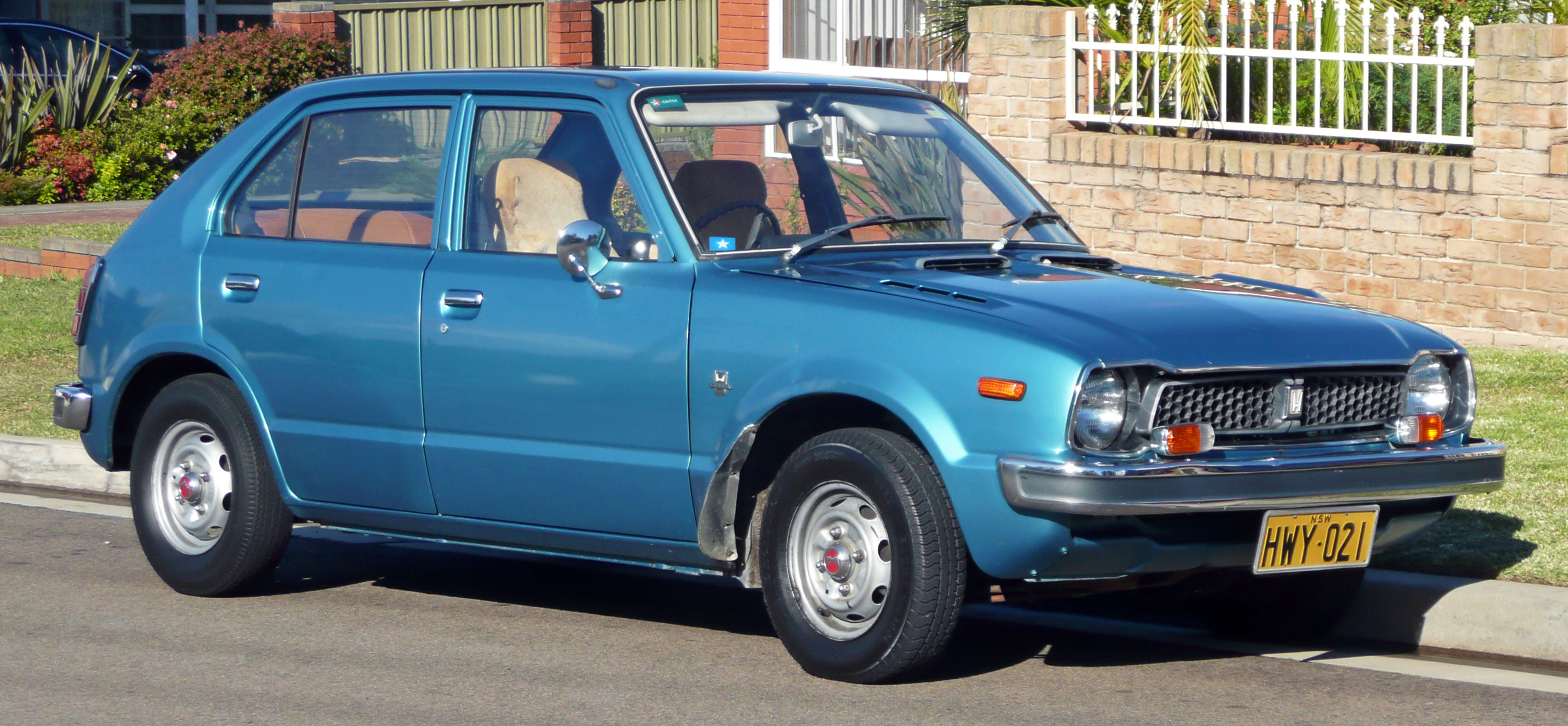
Honda Civic

Представленный в 1972 году, прямо накануне топливного кризиса, первый Civic пришёлся ко двору не только в Японии. Лёгкий и небольшой автомобиль в двух- или трёхдверном (хетчбэк) исполнении обладал отменной экономичностью. Во многом, благодаря революционному двигателю с послойной системой сгорания топлива (Compound Vortex Controlled Combustion, CVCC).
Через год после начала выпуска к механическим коробкам передач была добавлена фирменная автоматическая трансмиссия Hondamatic. В 1974 году в модельном ряду появилась спортивная версия Civic RS со сдвоенным карбюратором, а также и фургончик Civic Van, практичный автомобиль для коммерческого использования.
Три года подряд, с 1972 по 1974 Civic выбирался лучшим автомобилем Японии. В Европе модель заняла третье место в конкурсе «Автомобиль года», высшее достижение для японского автомобиля на то время. Автомобильчик также был очень популярен в США.

## Второе поколение (1979)
Супер Civic

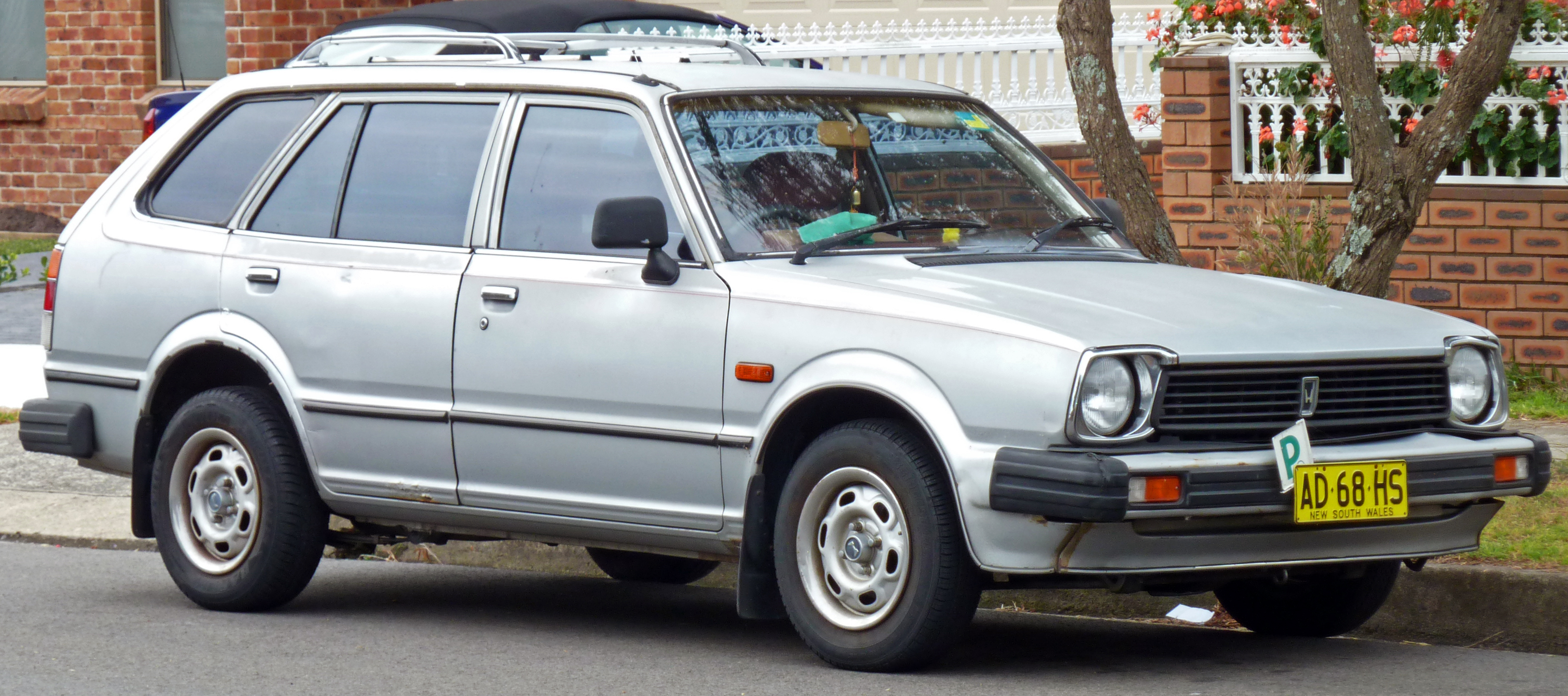
Honda Civic Country

Создатели обновлённого Civic стремились улучшить основные свойства предыдущей модели, без существенного повышения стоимости. Во втором поколении Civic был представлен более широкой гаммой моделей с улучшенной экономичностью, комфортом и ездовыми свойствами. Вслед за трёхдверным хетчбэком, в 1981 году появился универсал Civic Country и четырёхдверный седан с автоматической трансмиссией Hondamatic. На всех моделях использовалась более эффективная гамма двигателей CVCC второго поколения.
Civic второго поколения был признан «Лучшим импортным автомобилем 1980-го» авторитетным американским автомобильным изданием Motor Trend.

## Третье поколение (1983)
Удивительный Civic

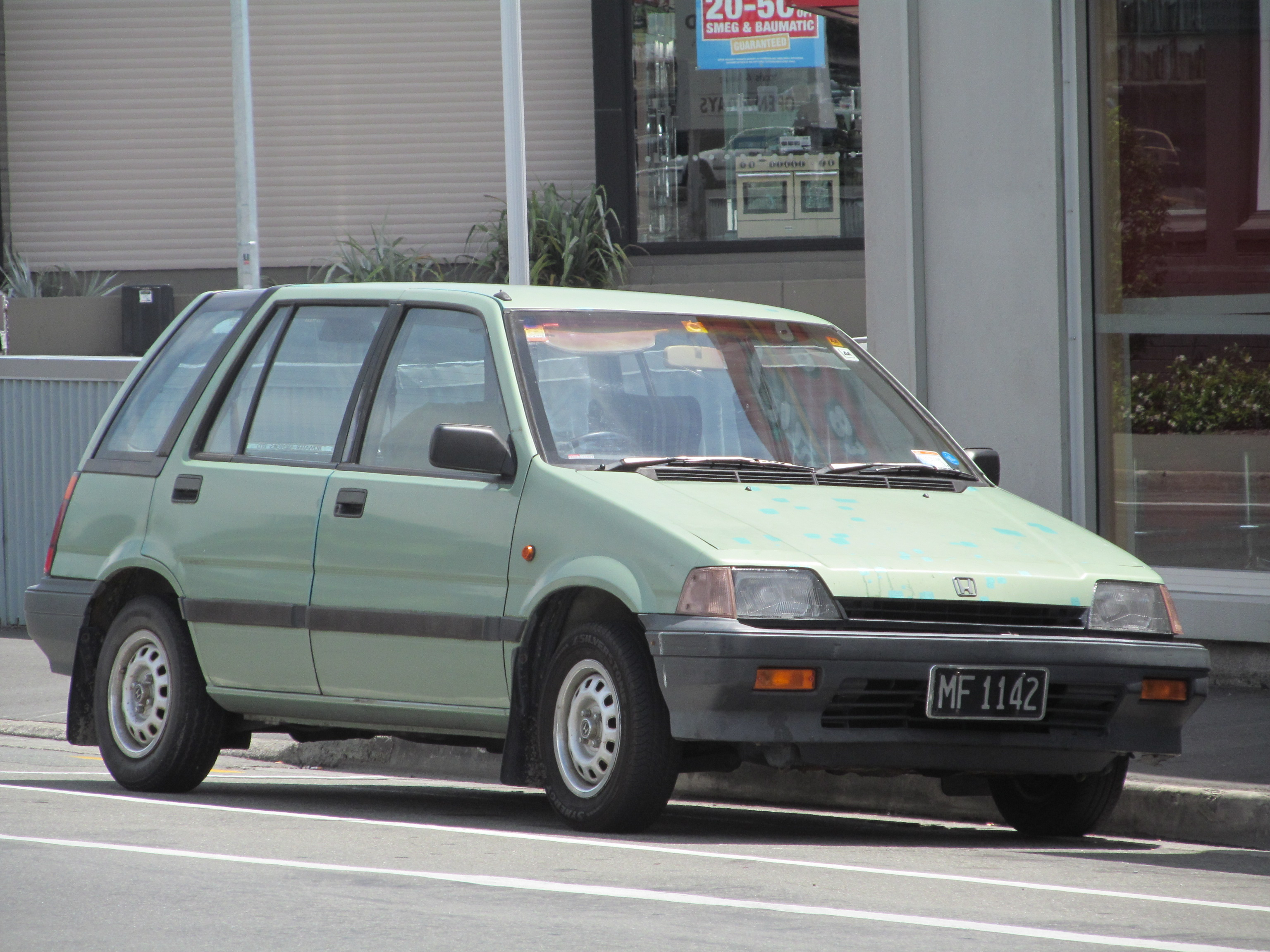
Honda Civic Shuttle

Civic третьего поколения создавался на основе концепции «MM» максимума пространства для людей, минимума для механизмов (Man Maximum Mechanical Minimum). В результате появился модельный ряд из совершенно новых трёхдверного хетчбэка и четырёхдверного седана, дополненный пятидверным минивэном Civic Shuttle, предоставлявшим много полезного пространства внутри. Оригинальная компактная передняя подвеска позволила всем автомобилям семейства обзавестись характерным клиновидным носом, существенно повышавшем их аэродинамическую эффективность.
В 1984 году Honda представила спортивный Civic Si с верхнеклапанным (DOHC) двигателем, созданным с использованием технических решений Формулы 1. В этом же году Civic Shuttle получил полный привод.
Civic третьего поколения был выбран «Автомобилем года в Японии» и получил итальянскую награду за дизайн (Car Design Award), а в США два года подряд Агентство по охране окружающей среды признавало его самым экономичным автомобилем.

## Четвёртое поколение (1987)
Великий Civic

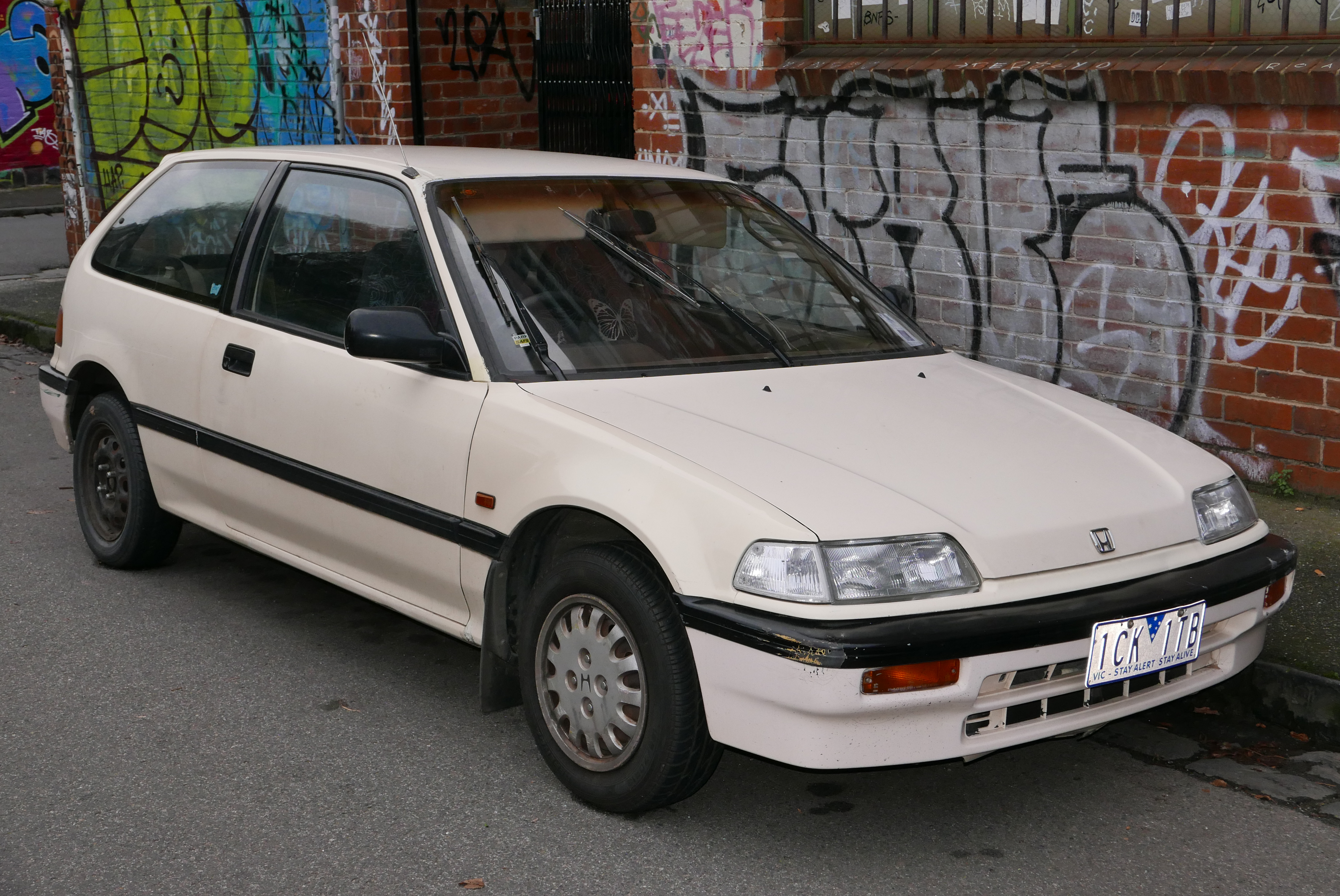
Honda Civic

Разработчики Civic четвёртого поколения стремились создать «драйверский» автомобиль с более интересными ощущениями от управления. Новый Civic стал длиннее, шире и ниже. Автомобиль комплектовался серией новых шестнадцатиклапанных двигателей, рабочим объёмом от 1300 до 1500 кубических сантиметров. В сочетании с полностью независимой подвеской, это давало водителю всё, что он мог пожелать.
В 1989 году Honda представила Civic SiR оборудованный высокоэффективным двигателем DOHC VTEC с революционной технологией изменения фаз газораспределения.
В 1987 году автомобиль получил премию Золотой руль от немецкого издания Auto Bild, а в 1989 году французский L’Automobile Magazine поставил его на первое место рейтинга качества и надёжности.

## Пятое поколение (1991)
Спортивный Civic

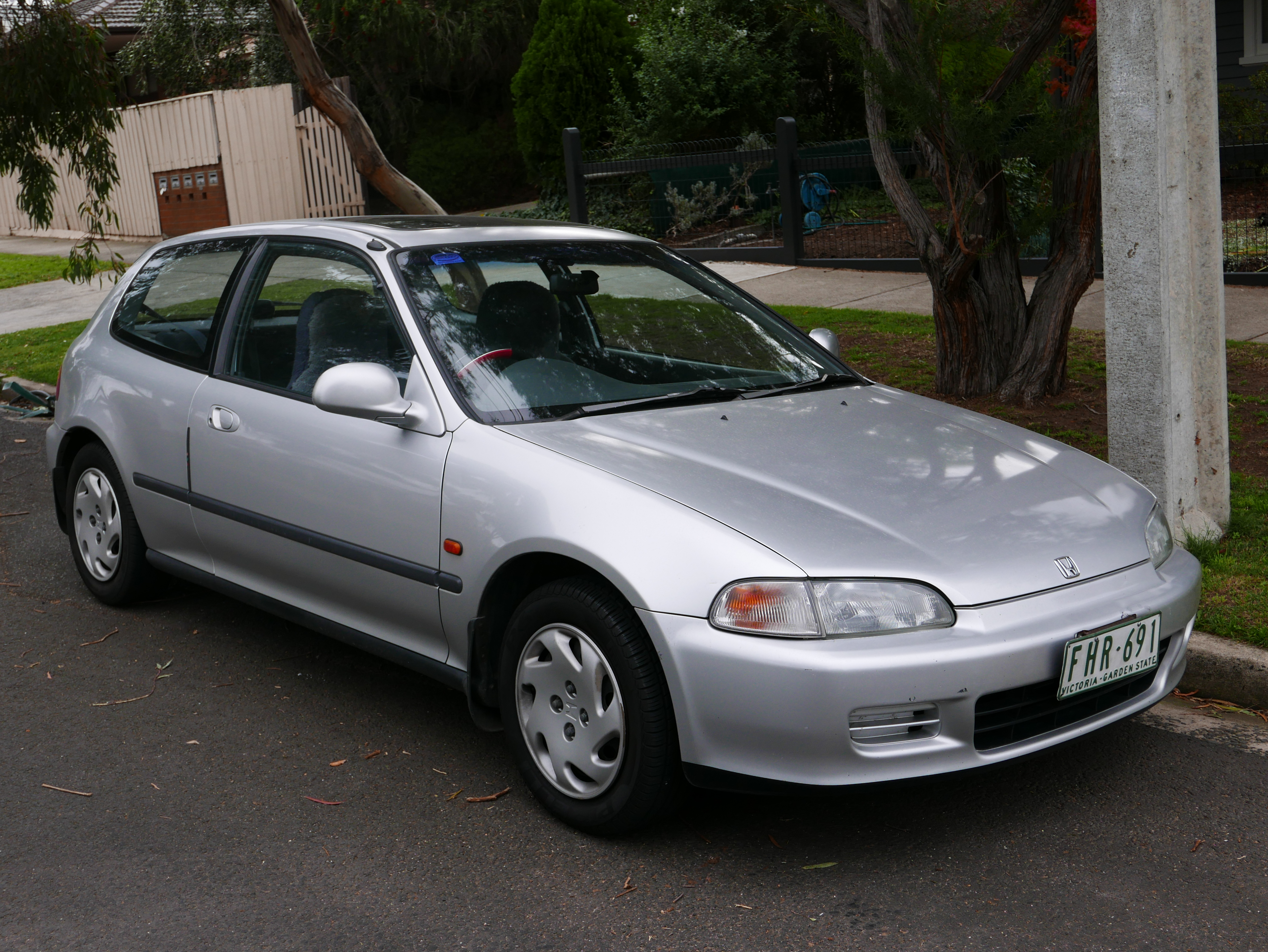
Honda Civic

Самым интересным у модели пятого поколения были её обтекаемые формы, придававшие автомобилю спортивный вид, а также, свободно трансформируемое пространство салона. В этом поколении у Civic появилась новая версия двигателей VTEC с отличным сочетанием мощности и экономичности. Гамма моторов состояла из 170-сильного DOHC VTEC, сверхэкономичного VTEC-E и сбалансированного по всем показателям VTEC. На новый уровень была выведена и безопасность автомобиля, а большая часть его узлов и деталей были пригодны к повторной переработке. Civic пятого поколения стал Автомобилем 1991—1992 года в Японии.
Civic пятого поколения отметил своё первое «круглое» достижение, преодолев 10-миллонную отметку суммарных продаж.

## Шестое поколение (1995)
Чудесный Civic

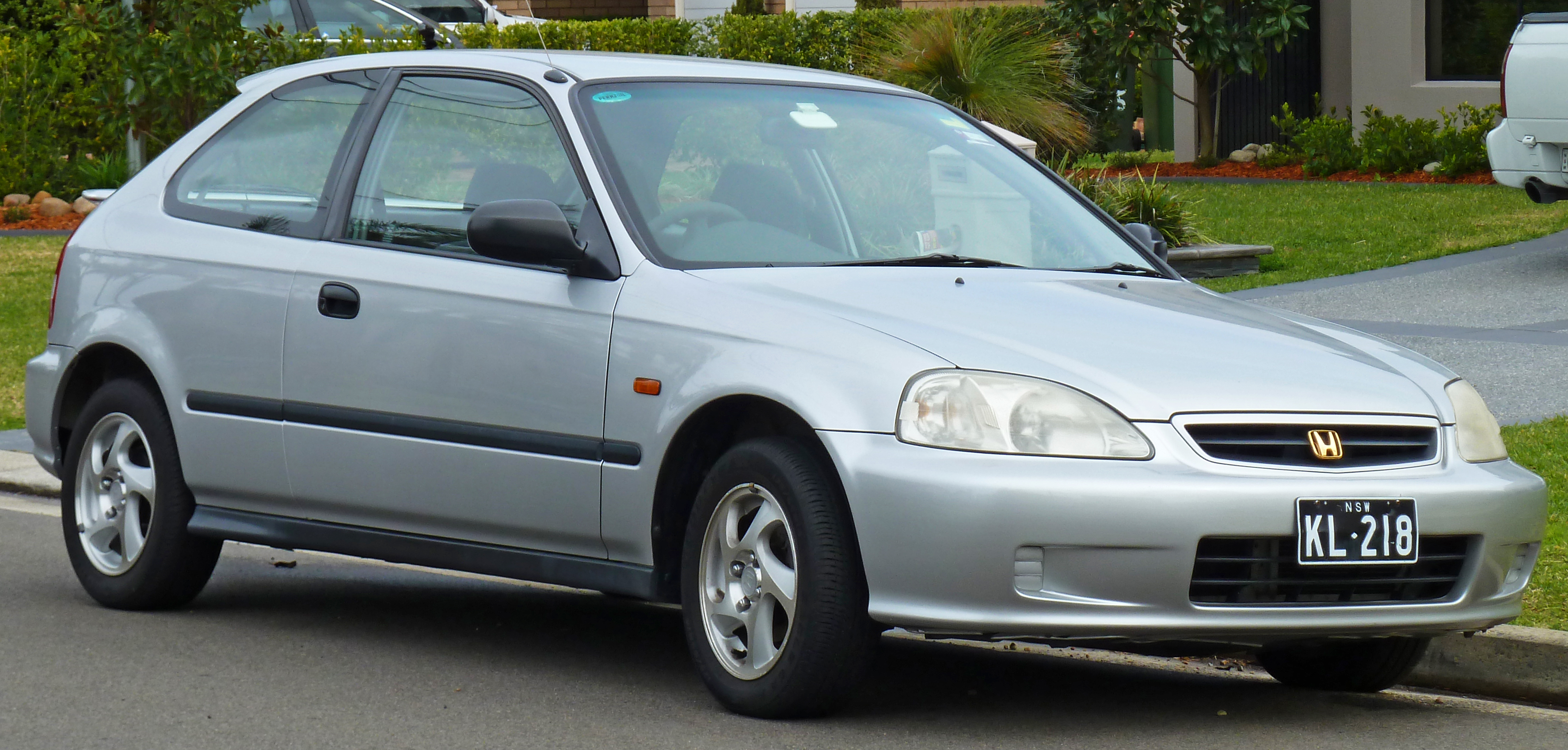
Honda Civic

На рубеже веков, перешагнув традиционный образ массового автомобиля, Civic шестого поколения стремился стать глобальной моделью вне времени. Он нёс новые технические решения по мощности, безопасности и ограничению выбросов, отвечающие современным запросам. Это были — двигатель с трёхступенчатой системой изменения фаз газораспределения VTEC, повышающей отдачу и топливную экономичность, а также следующее поколение автоматической трансмиссии Multimatic. Неудивительно, что Civic получил награду «Автомобиль 1995—1996 года в Японии».
В 1998 году в США был представлен Civic GX работающий на природном газе. Первые модели с двухлитровым дизелем, пятидверный седан и универсал Civic Aerodeck, были представлены в Европе.
Всего в этом поколении было продано более 3,2 миллиона автомобилей.

## Седьмое поколение (2000)
7-й Civic

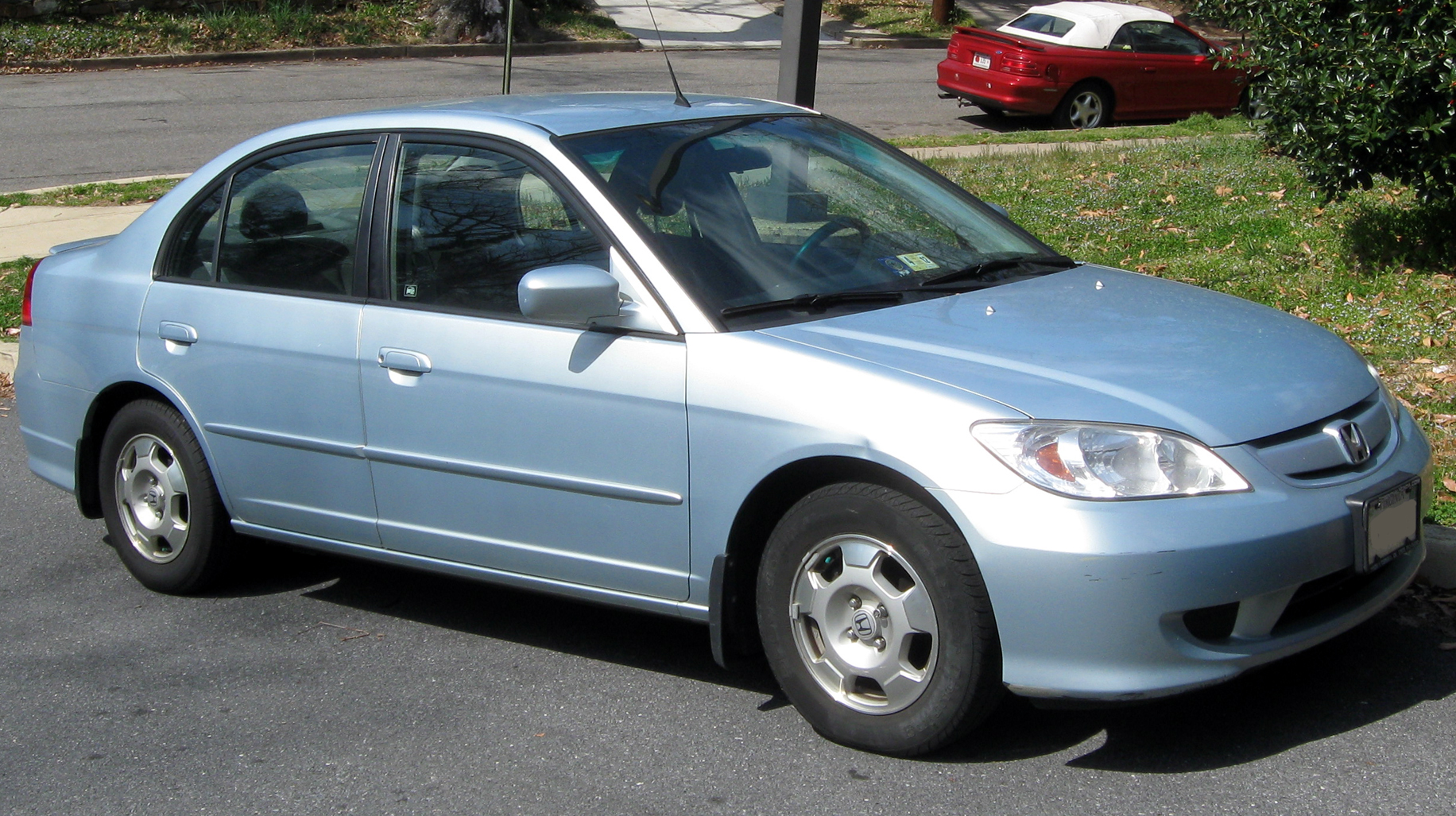
Honda Civic Hybrid

Civic седьмого поколения, вернувшись к истокам, разрабатывался как компактный автомобиль, отвечающий всем современным требованиям. Он имел максимально просторный салон, благодаря более низкому и плоскому полу, превосходную топливную экономичностью и был приятным в управлении. Набор фирменных технических решений по пассивной безопасности G-CON обеспечивал непревзойдённую защиту как для пассажиров, так и для пешеходов. Всё это обеспечило модели признание автомобилем года в Японии сезона 2001—2002.
В 2002 году появился первый гибридный Civic Hybrid, всего лишь второй автомобиль такого типа в модельном ряду Honda.
В седьмом поколении всего было изготовлено два миллиона автомобилей.

## Восьмое поколение (2005)

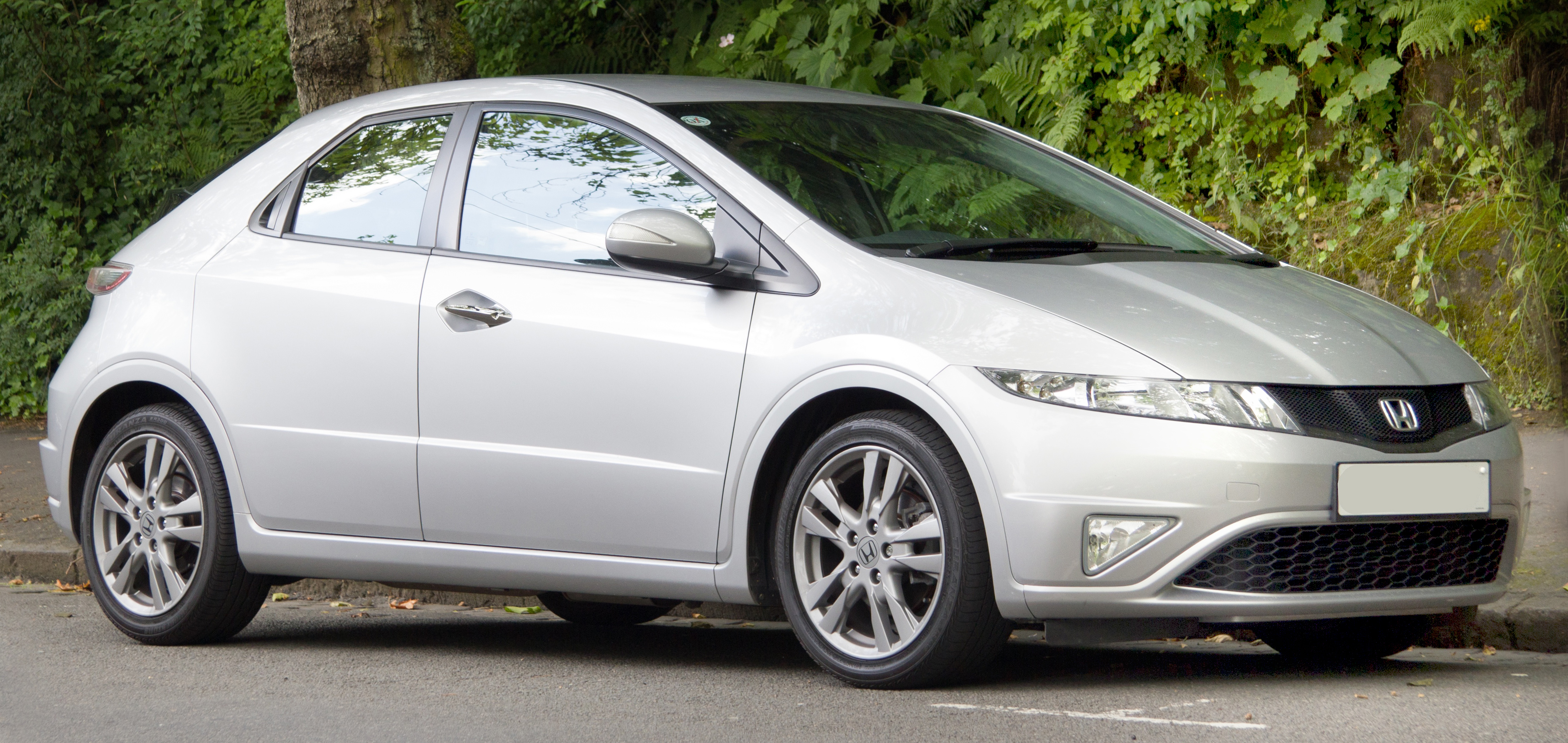
Honda Civic

В Северной Америке Civic восьмого поколения был представлен в кузове купе и седан, обеспечивающими прекрасный комфорт в сочетании с повышенным уровнем безопасности, а также, благодаря новому двигателю, высокую экономичность. Американцы оценили это и выбрали его своим «Автомобилем года».
В Европе, на высококонкурентном рынке компактных автомобилей серия была представлена в кузовах трёх- и пятидверный хэтчбэк и седан, в качестве опции предлагался дизельный двигатель собственной разработки Honda.
На рынках Азии и в Японии Civic продавался в кузове седан. В 2006 году выпуск модели восьмого поколения начался в Китае на совместном предприятии Dongfeng Honda. В результате, Civic производился в шести регионах мира, что ещё больше подчёркивало его статус действительно глобального автомобиля.

## Девятое поколение (2011)

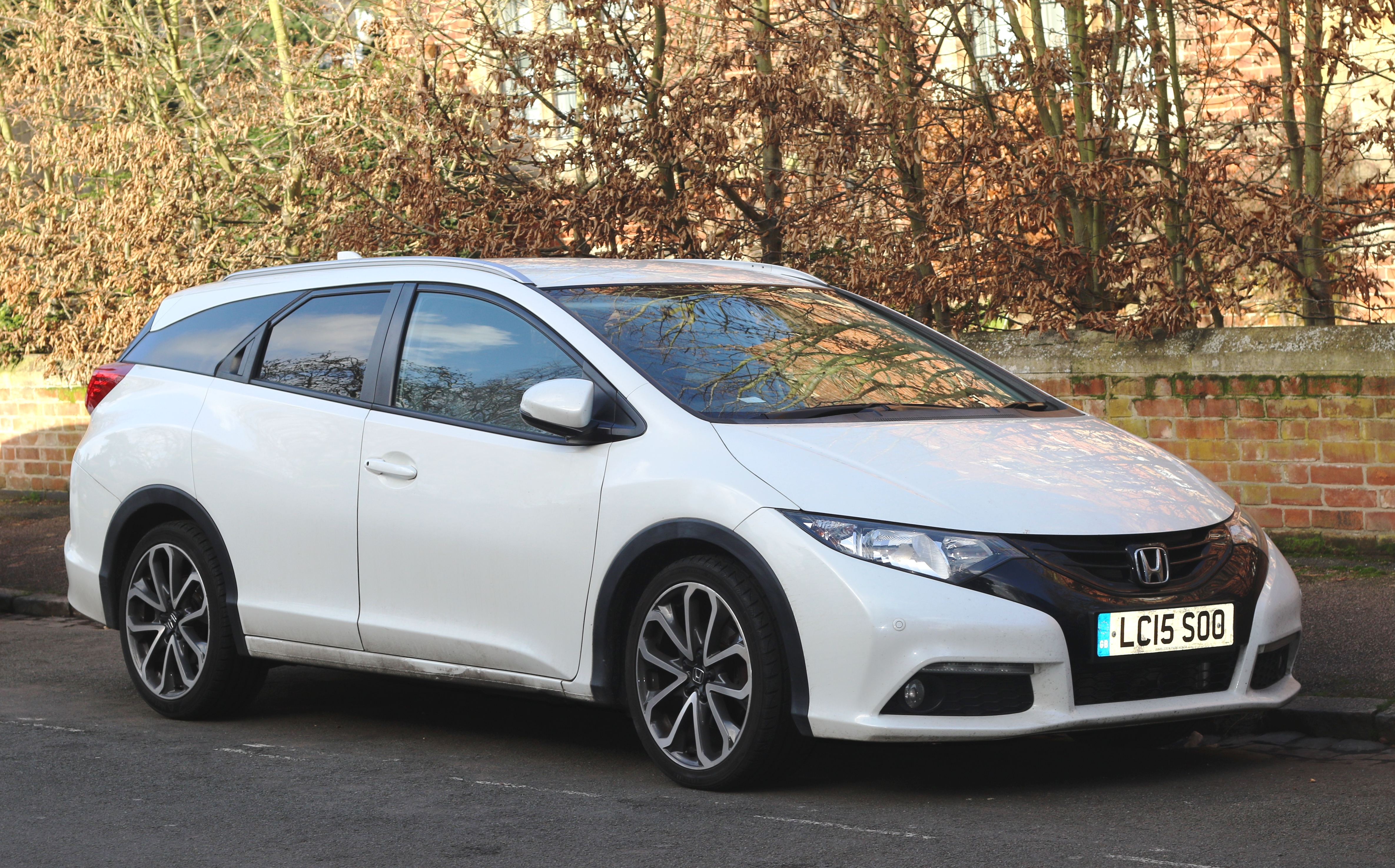
Honda Civic Tourer

Civic девятого поколения развил концепцию футуристического, отличного от других компактного автомобиля, начатую его предшественником. Основные изменения включали в себя более качественную отделку, повышенную экономию топлива на всех моделях, новые интерактивные устройства, а также улучшения ходовых свойств.
Линейка моделей для США состояла из прекрасно оборудованных и полных технических новинок купе и седана. К ним присоединялись высокоэффективная гибридная модели и автомобиль, работающий на природном газе. В Европе продавались пятидверный хетчбэк и вновь возрождённый универсал Civic Tourer.
В Японии из-за низкого спроса автомобили девятого поколения не продавались.

## Десятое поколение (2015)

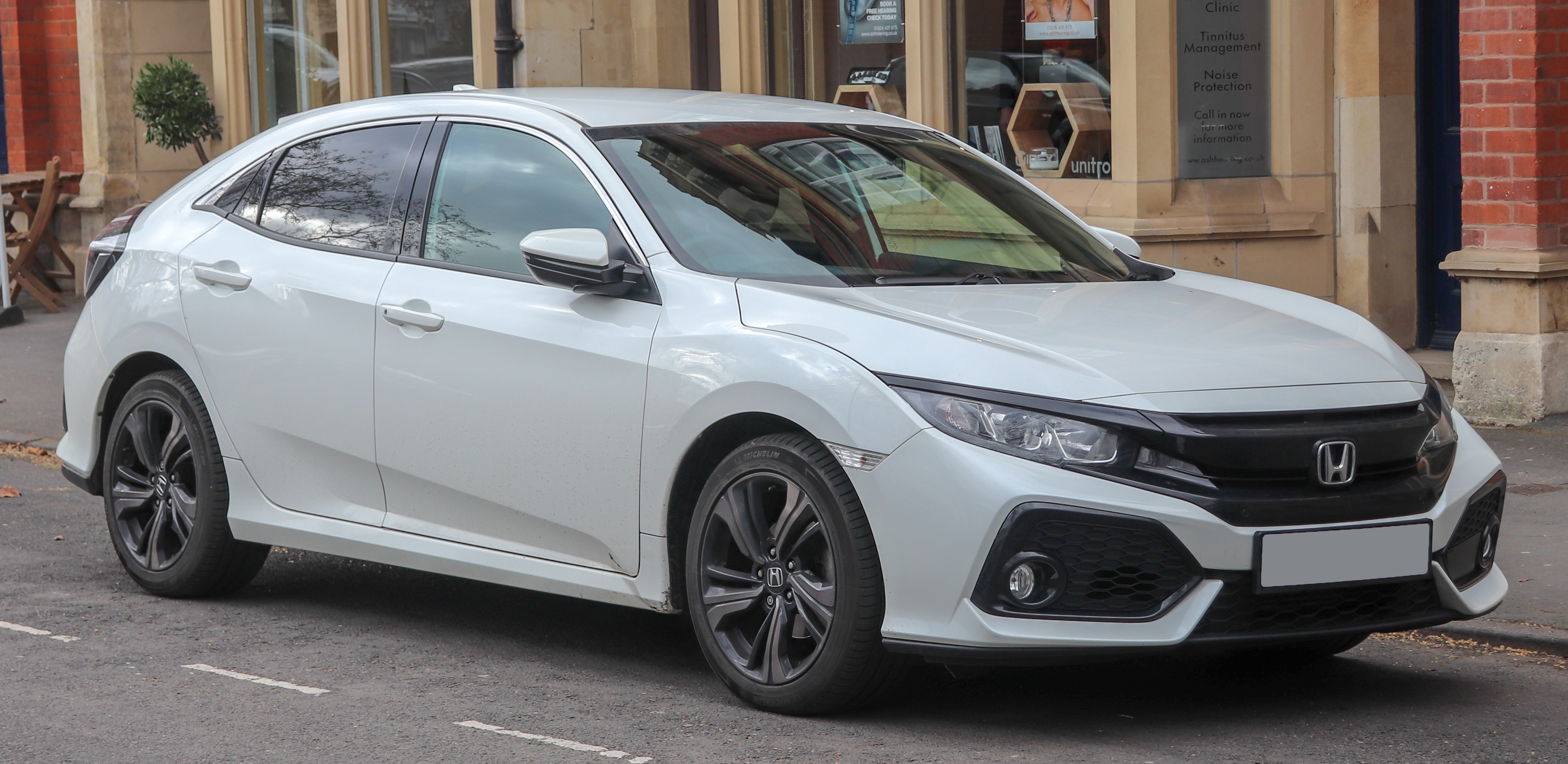
Honda Civic

Разработкой Civic десятого поколения, купе и седаном, занималось северо-американское подразделение Honda, что было впервые как для компании, так и для самой модели. В то же время общим руководством проектом всего модельного ряда Civic, а также его производством и продажами занимался головной офис Honda. Неудивительно, что Civic 10-го поколения был признан «Автомобилем года» в Америке. Пятидверные же хетчбэки изготавливались на европейском заводе Honda в Великобритании и экспортировались по всему миру.
На моделях применялись два совершенно новых бензиновых двигателя VTEC TURBO. Спортивная модель Type R оснащалась двухлитровым турбированным двигателем. Серьёзно обновлённый высокоэффективный дизельный двигатель i-DTEC был добавлен к европейским моделям в 2018 году. Комплекс систем помощи водителю SENSING доступный для всей гаммы моделей закрепил за Civic статус одного из самых безопасных автомобилей в классе.
Летом 2017 года Civic вновь стали продавать в Японии.

## Одиннадцатое поколение (2021)

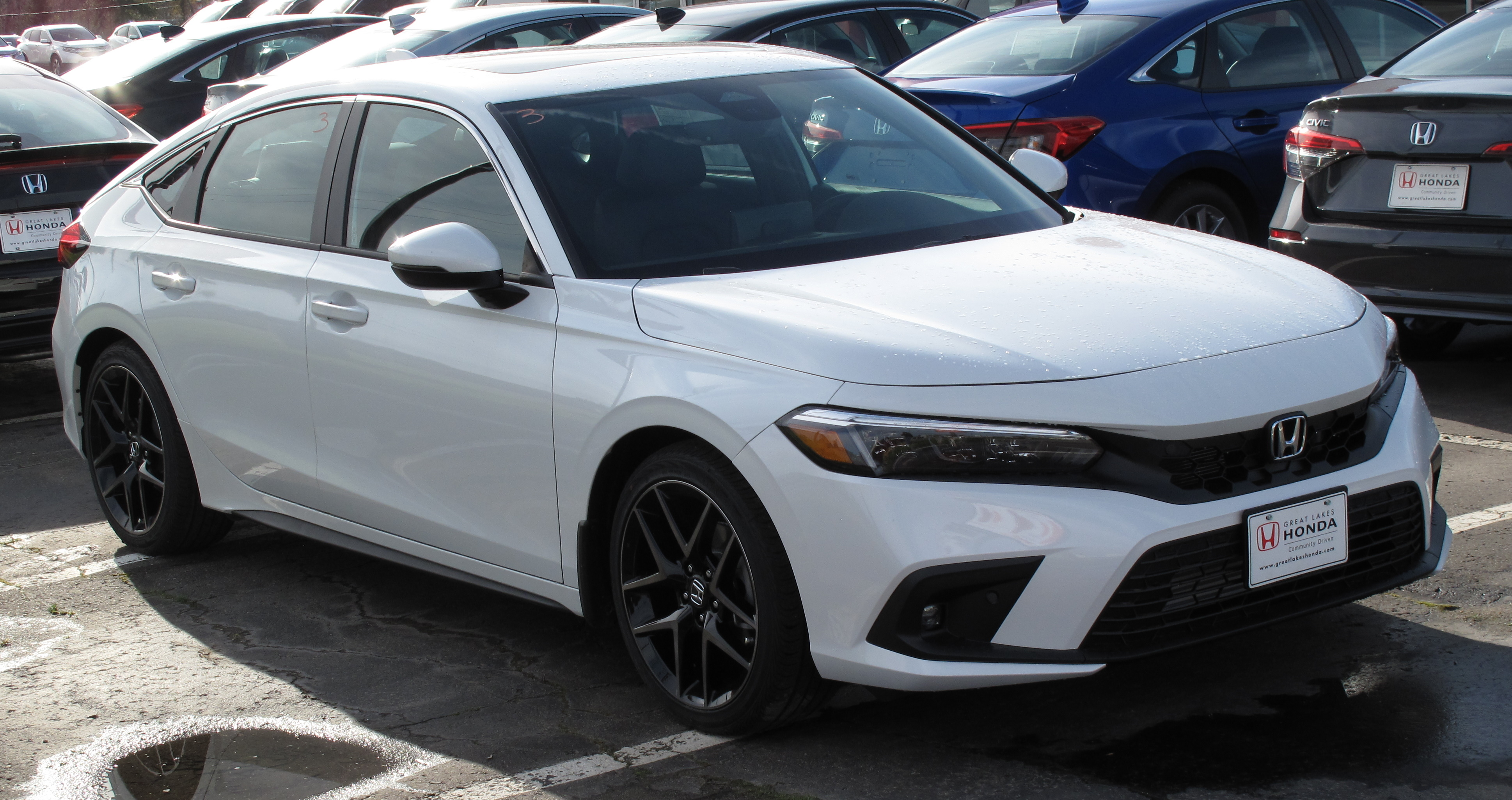
Honda Civic

За более спокойной, традиционной внешностью нового Civic скрывается по-прежнему спортивная начинка. Автомобиль продолжает и развивает большую часть технических решений модели предыдущего поколения, улучшив их по всем направлениям. Вслед за седаном был представлен чуть более короткий хетчбэк. На американском рынке традиционно предлагается «подогретая» версия седана Civic Si с более мощным мотором и перенастроенным шасси. Год спустя после запуска основных моделей семейства появился спортивный Civic Type R, предназначенный в первую очередь для покупателей в Европе и Японии.
Вскоре после своего дебюта, Civic был признан Автомобилем года в Северной Америке.

## Honda Civic Si

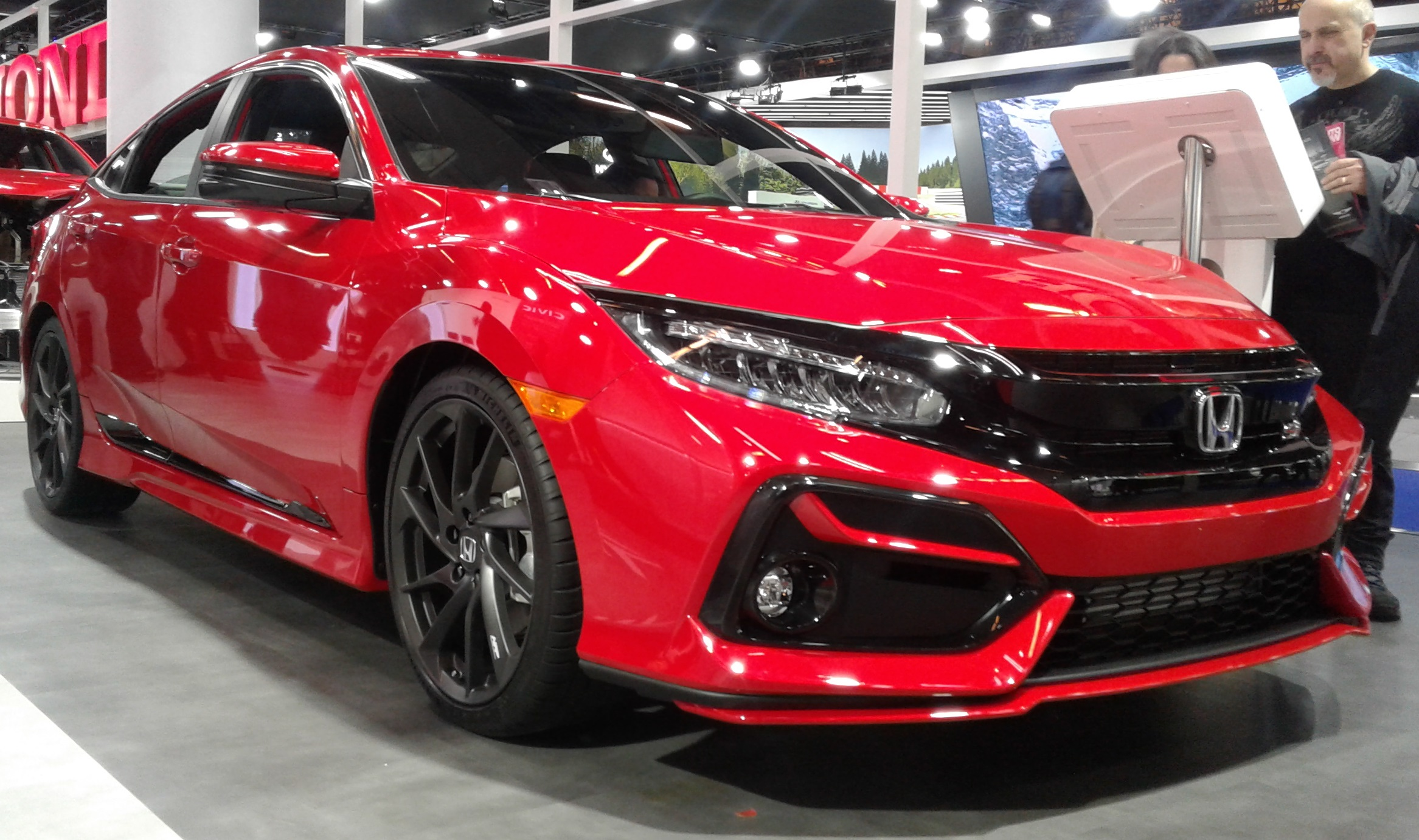
Honda Civic Si

В 1984 году Honda представила спортивный Civic Si (Sport Injection), для обозначения автомобиля со впрыском топлива в те времена, когда большинство все ещё ездили с карбюраторами. Небольшие двигатели Si, обладали дополнительной мощностью, необходимой для того, чтобы выделяться среди конкурентов. Хотя автомобили Civic Si не так сосредоточены на максимальной мощности, они проложили свой путь к сердцам энтузиастов благодаря гибким высокооборотным двигателям, чётким коробкам передач и резкой динамики движения.

## Honda Civic Type R

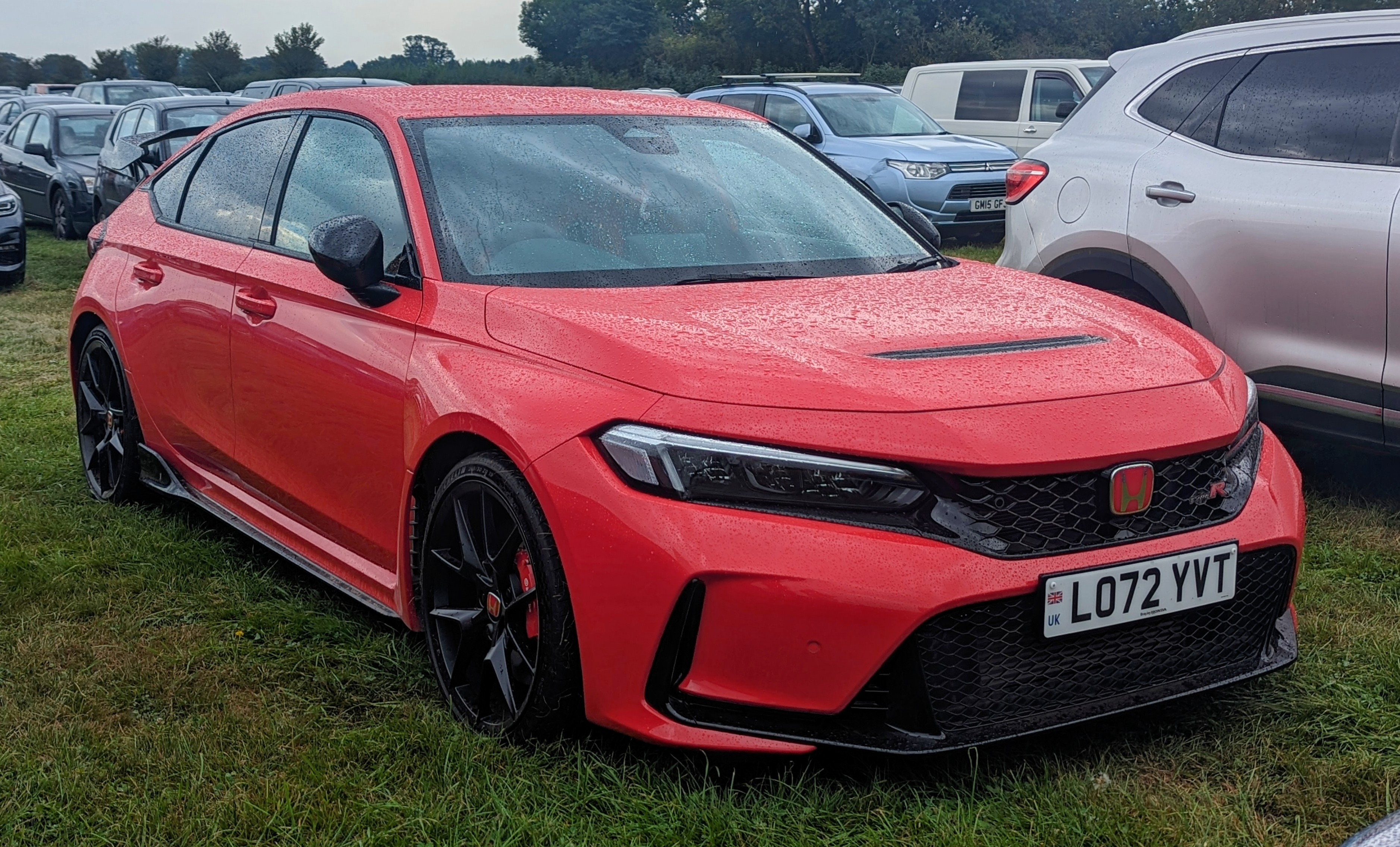
Honda Civic Type R

Эта спортивная версия Civic впервые была представлена в 1997 году. Собирая воедино все последние инженерные новинки, Civic Type R дарит своим владельцам захватывающую динамику и отменную управляемость. Высокопроизводительные двигатели и тонко настроенное шасси делают эту модель одним из самых быстрых переднеприводных автомобилей.

## Honda Civic Hybrid

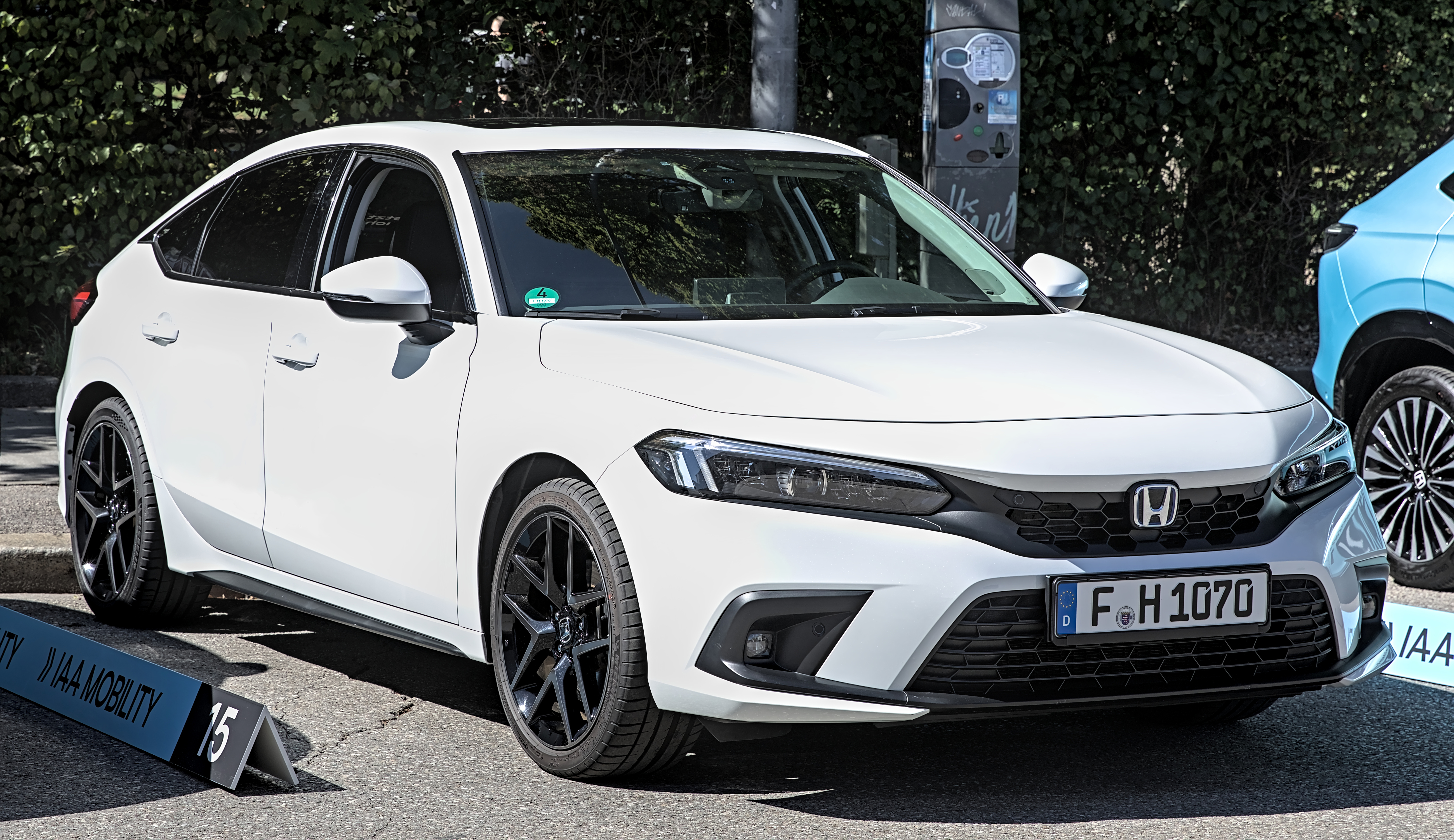
Honda Civic Hybrid

Гибридная версия Civic была выпущена в 2002 году, такие автомобили привлекли внимание водителей как замена дизельных моделей, особенно на фоне сомнений в чистоте выхлопа дизеля. Помимо этого, небольшой двигатель в сочетании с фирменным электромеханическим силовым приводом IMA позволял экономить топливо без существенного ущерба динамике.
В 2022 году дебютировал Civic Hybrid с новой силовой установкой, названной e:HEV. В ней двухлитровый мотор с непосредственным впрыском топлива, работающий по экономичному циклу Аткинсона, скомбинирован с двумя электромоторами и литий-ионной батареей. Большую часть времени такой гибрид передвигается именно на электротяге, двигатель внутреннего сгорания подключается на большой скорости, когда эффективность электромотора падает. В Европе — это единственная версия Civic, которая предлагается покупателям. 

## Производство и продажи
Первые Civic производились на Японском заводе Honda в городе Судзука. В дальнейшем производство было перенесено в пригород Токио Сайтама.
С ноября 1975 в рамках технического сотрудничества компания Prospect Motor начала сборку Civic в Индонезии. Производство до сих пор продолжается на совместном предприятии Honda Prospect Motor.
В апреле 1976 года сборка Civic началась в Новой Зеландии.
24 июля 1986 года первый собранный в Америке Civic сошёл с конвейера завода Honda в городе Мэрисвилл (англ. Marysville) в США. С 1991 года производство модели было перенесено на завод в Ист Либерти (англ. East Liberty). 9 октября 2008 года производство Civic началось на заводе Honda в Гринсберге (англ. Greensburg).
В Канаде на заводе Honda в Аллистон (англ. Alliston) сборка Civic стартовала в 1988 году.
Производство Civic в Европе началось в 1994 году на заводе Honda в Суиндоне, Великобритания. Летом 2021 года это завод был закрыт.
В 1997 году производство Civic стартовало в Бразилии в городе Сумаре. Начиная с 2019 года производство автомобилей постепенно переместилось на новый завод Hobda, расположенный в муниципалитете Итирапина.
В январе 1998 года производство Civic началось в Турции в Гебзе.
С февраля 2004 года сборка Civic началась в Малайзии в городе Малакка.
Летом 2006 года сборка Civic началась во Вьетнаме на совместном предприятии недалеко от Ханоя в провинции Виньфук.
Летом 2006 года производство Civic началось в Индии на предприятии Honda Cars India расположенном в городе Грэйтер-Ноида. В конце 2020 года этот завод был закрыт и с тех пор Civic в Индии не собирается.
Весной 2006 года производство Civic началось в Китае в городе Ухань на совместном предприятии Dongfeng Honda.
| Продажи | Продажи | Продажи | Продажи    | Продажи | Продажи  | Продажи | Продажи | Продажи |
| Год     | Япония  | Китай   | США        | Канада  | Бразилия | Европа  | Турция  | Россия  |
| ------- | ------- | ------- | ---------- | ------- | -------- | ------- | ------- | ------- |
| 1972    |         |         | —          | —       |          |         |         |         |
| 1973    |         |         | 32 575     | 747     |          |         |         |         |
| 1974    |         |         | 43 119     | 5241    |          |         |         |         |
| 1975    |         |         | 102 389    | 20 742  |          |         |         |         |
| 1976    |         |         | 132 286    | 32 703  |          |         |         |         |
| 1977    |         |         | 147 638    | 44 121  |          |         |         |         |
| 1978    |         |         | 154 035    | 34 970  |          |         |         |         |
| 1979    |         |         | 155 541    | 19 880  |          |         |         |         |
| 1980    |         |         | 138 740    | 28 898  |          |         |         |         |
| 1981    |         |         | 154 698    | 36 607  |          |         |         |         |
| 1982    |         |         | 132 469    | 30 286  |          |         |         |         |
| 1983    |         |         | 137 747    | 18 903  |          |         |         |         |
| 1984    |         |         | 184 846    | 19 519  |          |         |         |         |
| 1985    |         |         | 208 031    | 23 807  |          |         |         |         |
| 1986    |         |         | 235 801    | 22 806  |          |         |         |         |
| 1987    |         |         | 221 252    | 25 831  |          |         |         |         |
| 1988    |         |         | 225 543    | 31 014  |          |         |         |         |
| 1989    |         |         | 235 452    | 37 648  |          |         |         |         |
| 1990    |         |         | 261 502    | 45 880  |          |         |         |         |
| 1991    |         |         | 232 690    | 50 320  |          |         |         |         |
| 1992    |         |         | 219 228    | 36 339  |          |         |         |         |
| 1993    |         |         | 255 579    | 36 259  |          |         |         |         |
| 1994    |         |         | 267 023    | 35 172  | 2172     |         |         |         |
| 1995    |         |         | 289 435    | 33 386  |          |         |         |         |
| 1996    |         |         | 286 350    | 37 648  | 360      | 139 080 |         |         |
| 1997    |         |         | 321 144    | 49 551  |          | 144 686 |         |         |
| 1998    |         |         | 335 110    | 54 066  | 5371     | 134 708 |         |         |
| 1999    |         |         | 318 309    | 58 122  |          | 91 813  |         | 186     |
| 2000    |         |         | 324 528    | 60 407  |          | 68 531  |         | 127     |
| 2001    |         |         | 331 780    | 66 299  | 21 399   | 78 461  |         |         |
| 2002    |         |         | 313 159    | 69 973  | 20 710   | 74 130  |         | 124     |
| 2003    |         |         | 299 672    | 65 169  | 16 814   | 70 717  |         | 229     |
| 2004    |         |         | 309 196    | 62 125  | 20 692   | 73 007  |         | 470     |
| 2005    |         |         | 308 415    | 68 506  | 20 663   | 84 246  |         |         |
| 2006    |         |         | 316 638    | 70 028  | 29 262   | 107 535 |         | 2338    |
| 2007    |         |         | 331 095    | 70 838  | 47 747   | 134 989 |         | 14 880  |
| 2008    |         |         | 339 289    | 72 463  | 67 677   | 125 477 |         | 35 728  |
| 2009    |         |         | 259 722    | 62 654  | 50 189   | 90 066  |         | 8412    |
| 2010    |         |         | 260 218    | 57 501  | 31 225   | 66 953  |         | 6237    |
| 2011    |         |         | 221 235    | 55 090  | 22 963   | 47 243  |         | 3687    |
| 2012    |         |         | 317 909    | 64 962  | 50 487   | 40 914  |         | 3243    |
| 2013    |         |         | 336 180    | 64 063  | 60 966   | 42 885  |         | 1783    |
| 2014    |         | 37 377  | 325 981    | 66 057  | 52 254   | 41 843  | 10 923  | 49      |
| 2015    |         | 29 662  | 335 384    | 64 950  | 31 241   | 43 116  | 11 079  | 63      |
| 2016    |         | 93 848  | 366 927    | 64 552  | 20 857   | 44 871  | 11 953  | 1       |
| 2017    | 1607    | 173 865 | 377 286    | 69 030  | 25 871   | 39 897  | 20 183  |         |
| 2018    | 4442    | 218 132 | 325 760    | 69 005  | 25 942   | 42 832  | 25 139  |         |
| 2019    | 1806    | 243 966 | 325 650    | 60 139  | 27 318   | 36 939  | 17 975  |         |
| 2020    | 976     | 234 479 | 261 223    | 42 996  | 20 447   |         | 20 609  |         |
| 2021    | 4583    | 154 225 | 263 787    | 43 556  | 18 949   |         | 22 755  |         |
| 2022    | 8770    | 156 930 | 133 932    | 29 722  |          |         |         |         |
| 2023    |         |         | 200 381    |         |          |         |         |         |
| Всего   |         |         | 12 613 879 |         |          |         |         |         |